# مكاو أحمر البطن
مكاو أحمر البطن هو أحد أنواع المكاو يمتد موطنه من كولومبيا حتى البيرو وبوليفيا ووسط البرازيل.